# Markus Haris Maulana
Markus Haris Maulana (Pangkalan Brandan, Indonesia, 14 de marzo de 1981) es un exfutbolista de Indonesia que jugaba en la posición de guardameta. Actualmente es el entrenador de porteros de Indonesia U17.

## Carrera

### Club
| Periodo   | Club                 | Apariciones | Goles |
| --------- | -------------------- | ----------- | ----- |
| 2000–2001 | PSL Langkat          | 6           | 0     |
| 2001–2002 | PS Batam             | 20          | 0     |
| 2002–2003 | Persiraja Banda Aceh | 23          | 0     |
| 2003–2008 | PSMS Medan           | 150         | 0     |
| 2008–2009 | Persik Kediri        | 22          | 0     |
| 2009      | PSMS Medan           | 13          | 0     |
| 2009–2010 | Arema Malang         | 7           | 0     |
| 2010–2011 | Persib Bandung       | 35          | 0     |
| 2011–2012 | PSMS Medan           | 18          | 0     |
| 2012–2013 | Persidafon Dafonsoro | 22          | 0     |
| 2013–2015 | PSM Makassar         | 38          | 0     |
| 2015–2016 | PPSM Magelang        | 20          | 0     |
| 2016–2017 | Assalam FC           | 16          | 0     |

### Selección nacional
Jugó para Indonesia en 37 ocasiones de 2007 a 2012 y participó en la Copa Asiática 2007.

## Vida personal
Se casó con la actriz Kiki Amalia en noviembre de 2010. Sin embargo, Maulana solicitó el divorcio en 2012 y fue conedido legalmente en junio de 2013.

## Logros
- Bang Yos Gold Cup: 2004, 2005, 2006